# 사나게정
사나게정(猿投町)은 아이치현 니시카모군에 설치되었던 정이다. 현재의 도요타시에 해당한다.